# Cabras
Cabras est une commune de la province d'Oristano, dans la région Sardaigne, en Italie.

## Géographie
Les îles de Catalano et de Mal di Ventre (Maluentu) sont sur le territoire de la commune.

## Administration
| Période                                  | Période  | Identité       | Étiquette | Qualité |
| ---------------------------------------- | -------- | -------------- | --------- | ------- |
| 27 mai 2003                              | En cours | Efisio Trincas |           |         |
| Les données manquantes sont à compléter. |          |                |           |         |

### Hameaux
Solanas.

### Communes limitrophes
Nurachi, Oristano, Riola Sardo.

### Évolution démographique
Habitants recensés